# 에덴즈 제로
《에덴즈 제로》(EDENS ZERO)는 마시마 히로가 지은 일본의 만화이다. 《주간 소년 매거진》(코단샤)에 2018년 30호부터 2024년 30호까지 연재되었다.

## 줄거리
기계들로만 이루어진 행성 테마파크 '그랑벨'. 주인공인 시키 그랑벨은 그곳의 마왕(의 배역이란 설정의 로봇)에게 길러져 그 행성의 유일한 인간으로 자라난다. 그렇게 시간이 흘러 또 다른 인간인 레베카가 그랑벨로 찾아오는 것을 계기로 그랑벨을 나와 전 우주를 여행하는 이야기.